# 매디슨 스퀘어

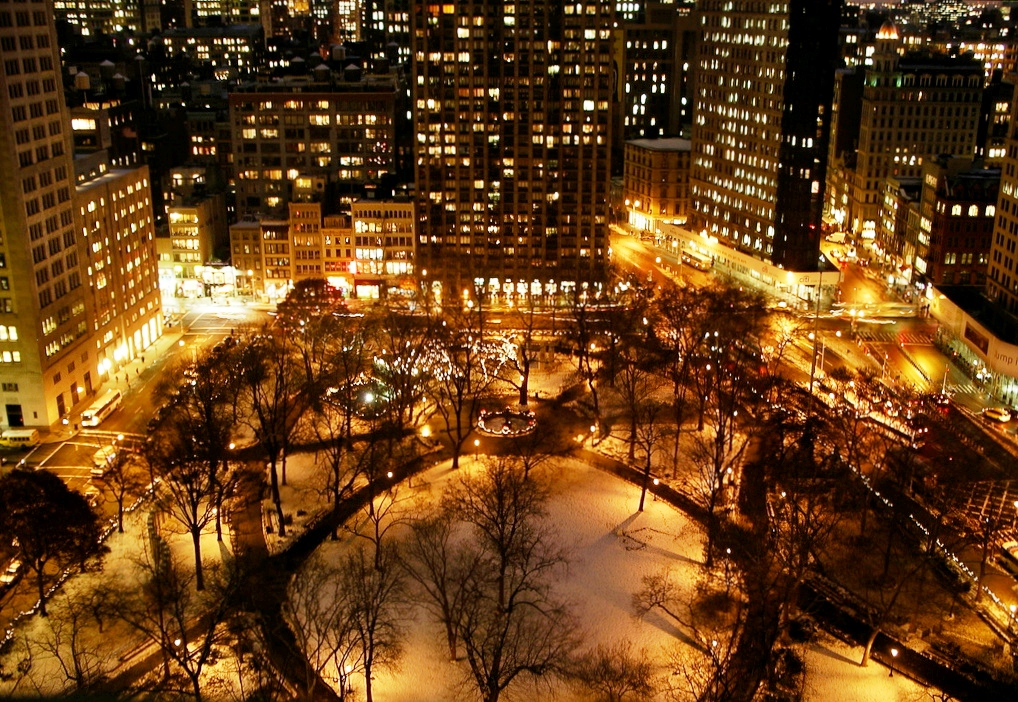
매디슨 스퀘어

매디슨 스퀘어(Madison Square)는 뉴욕 맨해튼에 위치한 공원이다.
매디슨 스퀘어는 뉴욕 맨해튼 자치구의 23번가에 있는 5번가와 브로드웨이 교차로에 의해 형성된 공공 광장이다. 광장은 미국의 4대 대통령인 건국신부 제임스 매디슨(James Madison)의 이름을 따서 명명되었다. 광장의 초점은 6.2에이커(2.5헥타르) 규모의 공공 공원인 매디슨 스퀘어 파크(Madison Square Park)이며 동쪽으로 매디슨 애비뉴(23번가의 공원 남동쪽 모퉁이에서 시작)로 둘러싸여 있다. 23번가 남쪽; 26번가 북쪽; 서쪽으로는 5번가와 브로드웨이가 교차한다.
공원과 광장은 맨해튼 플랫아이언 지구의 북쪽(업타운) 끝에 있다. 공원의 북쪽과 서쪽 지역은 NoMad("매디슨 스퀘어 공원의 북쪽")이고 북쪽과 동쪽 지역은 로즈 힐(Rose Hill)이다.
매디슨 스퀘어는 아마도 매디슨 스퀘어 가든이라는 스포츠 경기장의 이름을 제공한 것으로 전 세계적으로 가장 잘 알려져 있을 것이다. 원래 경기장과 그 후계자는 1925년까지 47년 동안 공원의 북동쪽에 위치했다. 네 번째 건물인 현재 매디슨 스퀘어 가든은 이 지역에 없다. 매디슨 스퀘어 주변의 주목할만한 건물로는 플랫아이언 빌딩, 토이 센터, 뉴욕 라이프 빌딩, 뉴욕 머천다이즈 마트, 항소 법원, 메트 라이프 타워, 50층 콘도미니엄 타워인 원 매디슨 파크가 있다.

## 같이 보기
- 플랫아이언 빌딩